# Donnie Klang
 (octobre 2008).
Pour les articles homonymes, voir Klang.
Donnie Klang, de son nom complet Donald Joseph Klang, est un chanteur américain de musique rhythm and blues et pop. Il est né le 23 janvier 1985 à New York. Depuis 2008, il est sous contrat avec Bad Boy Entertainment, un label de production musicale fondé par Puff Daddy.
La notoriété de Donnie Klang a été largement influencée par sa participation à Making the Band 4, un programme de divertissement de MTV dirigé par le rappeur P. Diddy. À l'issue de l'émission, il a sorti sa première chanson en duo avec P. Diddy.
Par la suite, Donnie Klang a pris part au programme Making the Band 4 - Battle of Sexes, dans lequel les deux groupes Danity Kane et Day26, ainsi que Klang, ont travaillé sur leurs albums respectifs dans les studios du Bad Boy Records à Miami Beach

## Biographie

### Adolescence
Donald commence sa carrière en tant que modèle et acteur dans des productions télévisuelles dès son plus jeune âge.
À l'âge de 12 ans, sa passion pour la musique se développe. Durant sa scolarité à l'école secondaire de l'Island Tress High School à Levittown, dans l'État de New York, il fait partie d'un groupe pop.[réf. nécessaire]
Jusqu'en 2003, Donald continue ses activités de chanteur, de danseur et de parolier. Après avoir terminé ses études secondaires, il s'inscrit à la Hofstra University de Hempstead.
Il participe au programme Making the Band diffusé sur MTV et dirigé par Puff Daddy.

### 2007-2008:Making the Band 4et l'albumJust a Rolling Stone
Durant l’émission Making the Band 4, P. Diddy choisira cinq garçons pour former le futur groupe du Day26, en laissant de côté Donnie en précisant que pour lui, le rappeur et imprésario avait en vue un projet individuel. Son exclusion du groupe n'a pas empêché Donnie d'avoir l'opportunité de booster sa carrière. Grâce à MTV et à P. Diddy, Donnie Klang est devenu la vedette du Bad Boy. En 2008, Donnie enregistre dans le studio du Bad Boy l'album Just a Rolling Stone, en vente le 2 septembre aux États-Unis. La chanson Take You There, en duo avec le fondateur du Bad Boy, est un morceau qui varie de la pop légère au hip-hop métropolitain, en étant très écoutée sur iTunes et sur Amazon.com[réf. nécessaire].

## Tournée
- 2008 : Making The Band Tour

## Discographie

### Albums
- 2008 : Just a Rolling Stone

### Singles
- 2008 : Take You There (featuring Diddy)

### Collaborations
- 2008 : Ain't Going (feat. Day26 et Danity Kane)

## Liens
- Site officiel
- MTV's Making the Band 4 Website
- Donnie J Web Fansite
- Take You There